# Benedict Varghese Gregorios Thangalathil

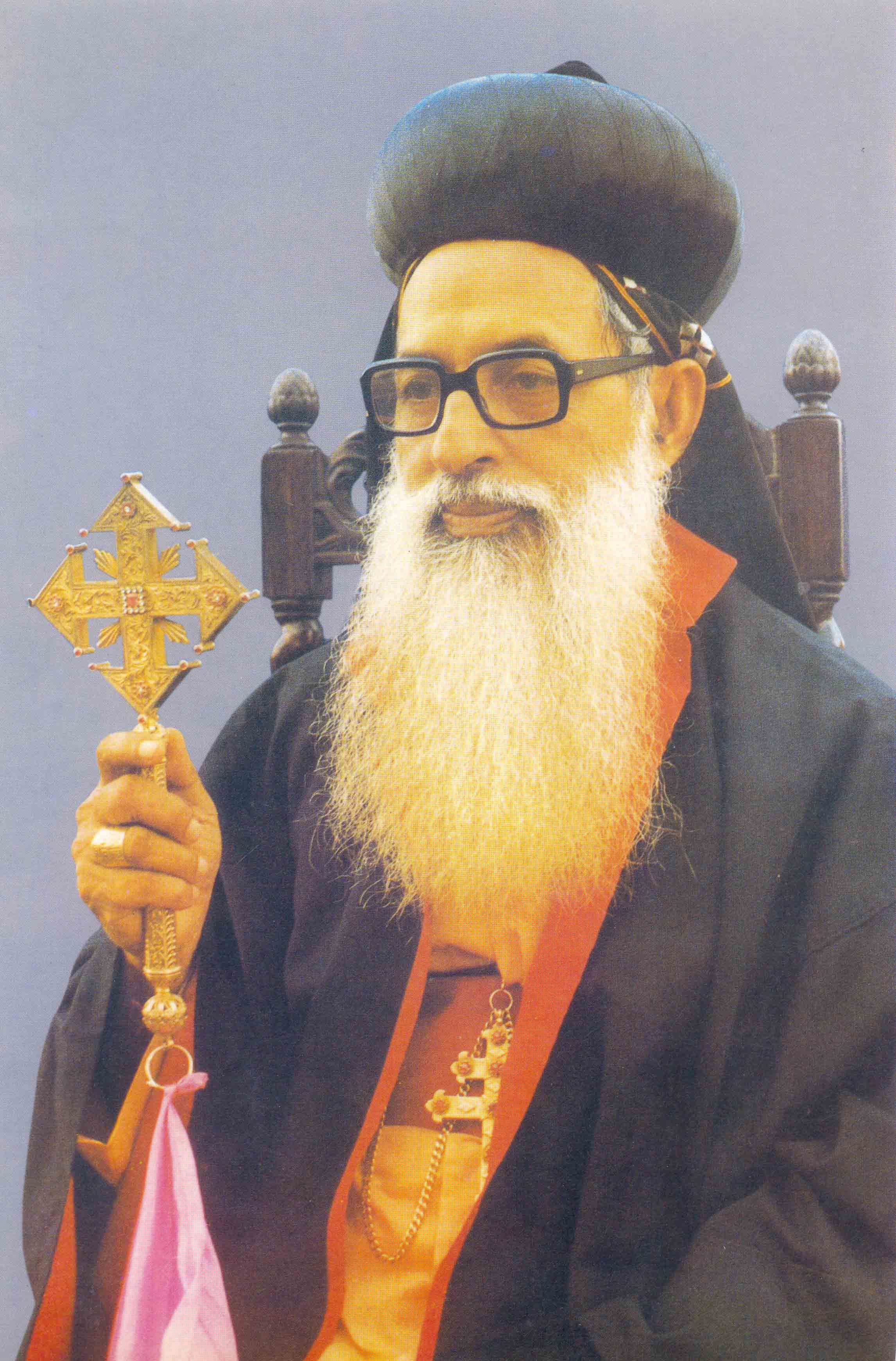
Benedict Varghese Gregorios Thangalathil

Benedict Varghese Gregorios Thangalathil (* 1. Februar 1916 in Kallooppara, Tiruvalla, Indien; † 10. Oktober 1994) war ein indischer Geistlicher der syro-malankarisch-katholischen Kirche und Erzbischof von Trivandrum.

## Leben
Varghese war der zweite Sohn von Idicula Thangalathil und dessen Ehefrau Annamma und stammte aus einer syrisch-orthodoxen Familie. In seine Schulzeit fiel das Wirken von Metropolit Mar Ivanios und die Gründung der syro-malankarisch-katholischen Kirche, deren Gemeinde nicht weit vom Haus der Familie Thangalathil entfernt war. Ohne Wissen seiner Familie wurde er als 17-jähriger Novize in den Order of Imitation of Christ, ein Institut des geweihten Lebens in Bethany aufgenommen. Seine Familie gab später ihre Zustimmung. Er nahm den Ordensnamen Benedict an, was „der Gesegnete“ bedeutet. Am 15. August 1935 legte er vor Erzbischof Mar Ivanios die ersten Ordensgelübde ab. Nach theologischen Studien am Seminar in Tiruvalla und in Kandy (Sri Lanka) legte er am 24. August 1941 die ewigen Gelübde ab und empfing am 24. August 1944 die Priesterweihe. Danach unterrichtete er Syrisch am St.-Aloysius-Seminar. 1949 wurde er erster Prinzipal (Rektor) des Mar Ivanios College.
Benedict Varghese Gregorios Thangalathil wurde am 25. Oktober 1952 zum Titularbischof von Antarados und zum Weihbischof in Trivandrum ernannt. Die Bischofsweihe spendete ihm am 29. Januar 1953 der Erzbischof von Trivandrum, Mar Ivanios; Mitkonsekratoren waren der Bischof von Tiruvalla, Severios Giuseppe Valakuzhyil, und der syro-malabarische Bischof von Kottayam, Thomas Tharayil. Wie in den syrischen Kirchen üblich, nahm er den Bischofsnamen Mar Gregorios an. Im Januar 1955 trat er die Nachfolge als Erzbischof von Trivandrum an. Das Pallium empfing er am 14. Mai 1959.
Mar Gregorios nahm zwischen 1962 und 1965 an allen vier Sitzungsperioden des Zweiten Vatikanischen Konzils teil. In Indien wirkte er für die Versöhnung zwischen den unterschiedlichen religiösen Strömungen.
Nach 41 Jahren als Erzbischof starb er am 10. Oktober 1994 und wurde in der Kathedrale von Trivandrum an der Seite seines Mentors Erzbischof Mar Ivanios beigesetzt.